# Shaka (signe)
Pour les articles homonymes, voir Shaka (homonymie).

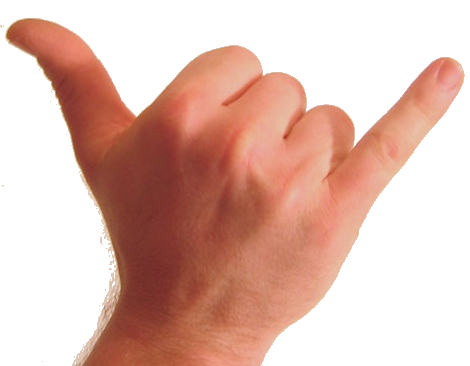
Le geste du shaka.

Le shaka est un geste de la main qui peut signifier « relax » ou « détends-toi man ». Il se fait d'une main, les doigts repliés (sauf le pouce) et l'auriculaire levé.

## Symbolisme

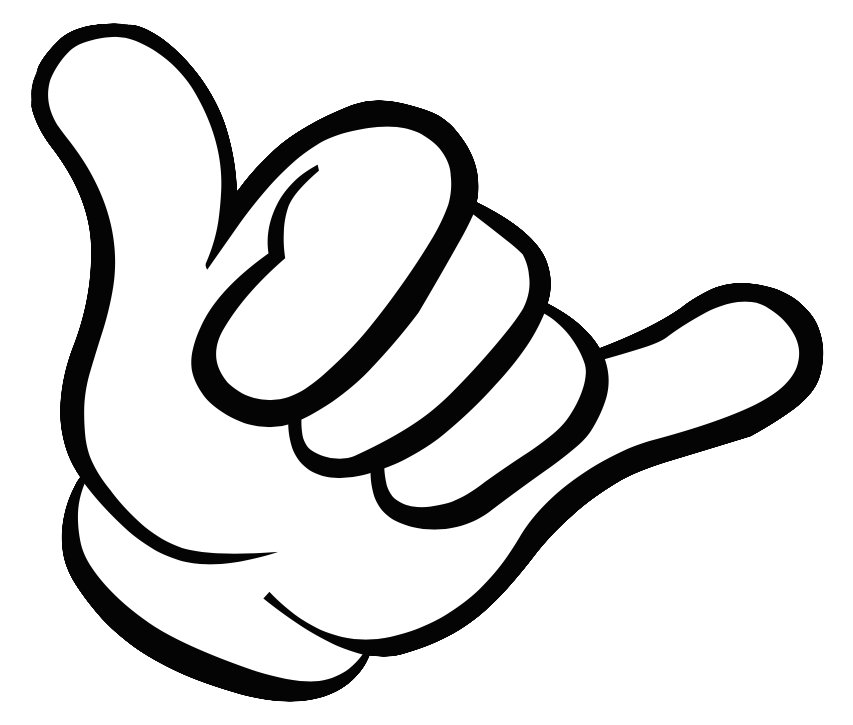
Dessin cartoonisé du shaka.

Le shaka est généralement lié à Hawaï ou Tahiti, au point d'en être devenu un symbole,,. 
Les anglophones parlent aussi de « hang loose »,.
Très présent dans les sports de glisse, il est devenu un signe de ralliement notamment chez les surfeurs.

## Variantes

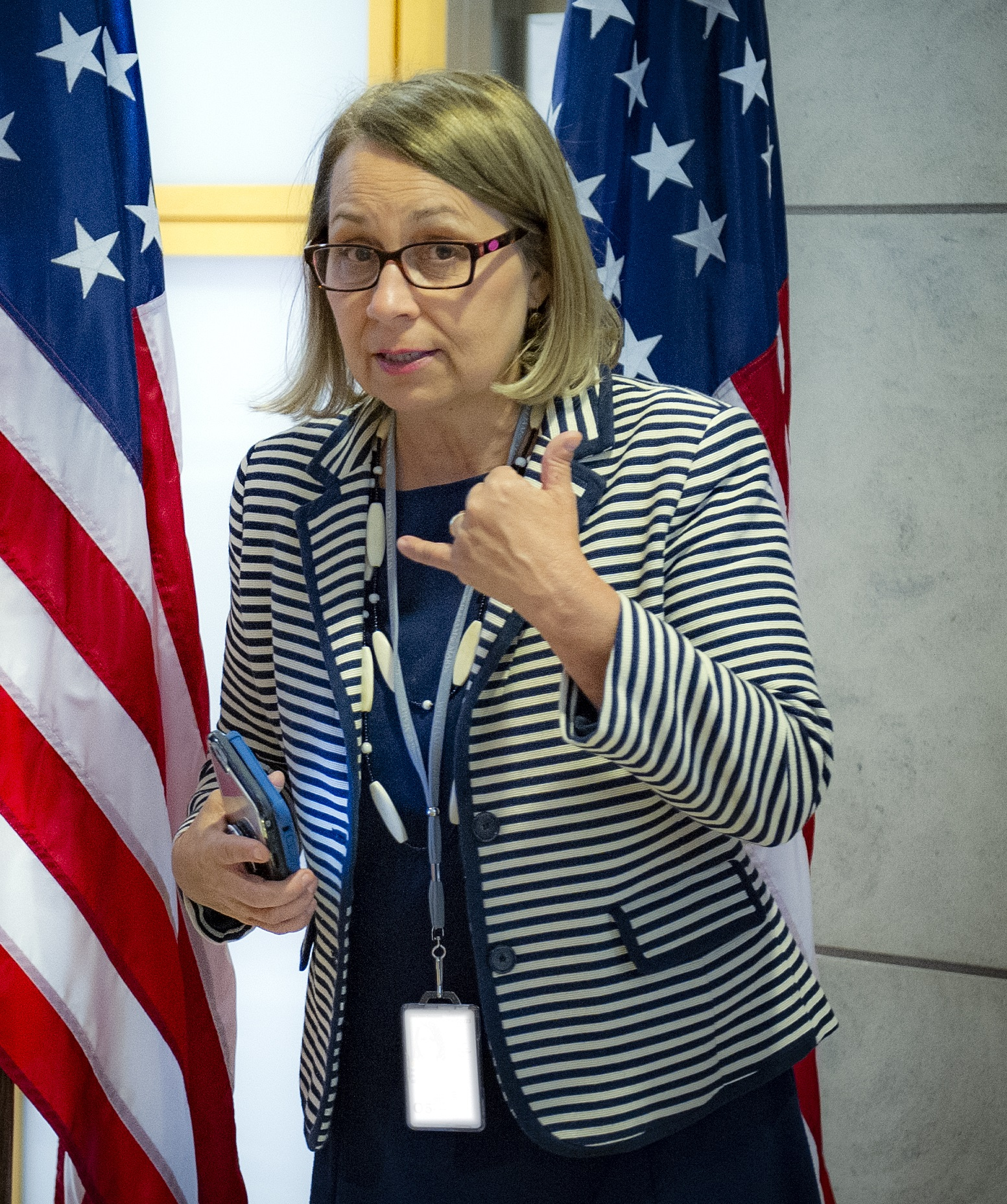
Geste du téléphone appelle-moi.

Dans un autre contexte, le même geste peut représenter un téléphone. Dirigé vers l'oreille et la bouche, il peut signifier « appelle-moi ». L'émoji 🤙🏼 introduit dans Unicode 9.0 est ainsi nommé « Call me hand », et peut être confondu avec le shaka.
Le shaka peut également représenter une bouteille de boisson, alcoolisée ou non. Levé avec le pouce au niveau de la bouche, il peut signifier « à boire », de même que le geste « Che vuoi » dirigé vers la bouche peut signifier « à manger ».
Dans la culture populaire, le Shaka est le signe de salutation échangé par les passionnés de Volkswagen anciennes (Coccinelles, Combi, ou autres voitures au moteur refroidi par air) quand ils se croisent sur les routes au volant de leur antiquité. Le lien entre le Shaka et les amateurs de vieilles voitures est sans doute lié à l'usage de Combi par les surfeurs.[réf. nécessaire]